# Gondomar

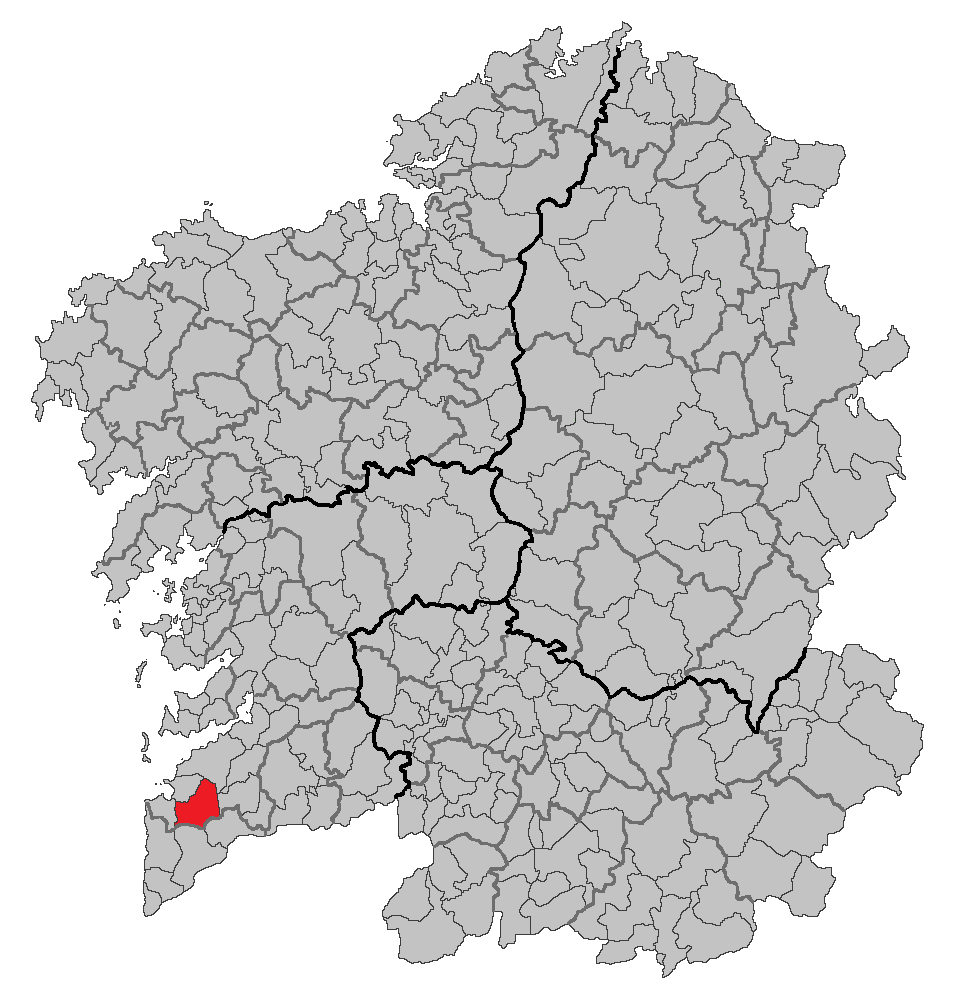
Hartă cu localizarea localităţii Gondomar, Pontevedra, Galicia

Gondomar este un oraș în Districtul Porto, Portugalia.

## Personalități născute aici
- Filipa Azevedo (n. 1991), cântăreață.